# The Disintegration Loops
Albums de William Basinski
Watermusic
(2000) The River
(2002)
The Disintegration Loops est un album de William Basinski, publié en 2002. L'album est le premier d'une série, suivi par les volumes II, III et IV.

## Description
Les enregistrements de The Disintegration Loops sont basés sur des boucles musicales stockées sur de vieilles bandes magnétiques dont la qualité se dégrade. En tentant de sauver ces enregistrements sur un support numérique, les bandes se désagrègent progressivement, à tel point que lorsqu'elles passent par la tête de lecture, la ferrite se détache du plastique,. Les différentes pistes des Disintegration Loops sont donc constituées chacune d'une unique boucle musicale dont les motifs s'effacent progressivement, sur des durées variables, remplacés par des silences ou des craquements.

## Historique

### Origine
En 1982, William Basinski réalise une série de boucles musicales, qu'il décrit par la suite comme « de véritables paysages pastoraux américains » ; il les oublie ensuite pendant près de vingt ans.
À l'été 2001, Basinski — sur le point d'être expulsé de son appartement new-yorkais — redécouvre les bandes stockées dans une grande boite et décide de retourner en studio pour les transférer sur support numérique et s'en servir de base pour un nouveau travail. Il place une première boucle sur son ReVox, commence l'enregistrement puis sort de la pièce pour se préparer un café. À son retour, il constate que la boucle a évolué : les particules d'oxyde de fer de la bande se transforment progressivement en poussière et se déposent à l'intérieur de l'enregistreur, ne laissant derrière elles que la bande plastique. Il écoute la musique se décomposer tout au long d'une heure puis charge la bande suivante, qui subit la même évolution. Il décide alors de concentrer son projet sur l'enregistrement des bandes, sans rien y rajouter. Il a décrit le processus comme l'enregistrement de la vie et de la mort des bandes, désintégrées à son issue mais dont la mémoire est néanmoins conservée sur un nouveau médium.

### Attentats du 11 septembre 2001
Selon William Basinski, il termine son projet au matin du 11 septembre 2001. Il vit alors à Brooklyn, à un peu plus d'un kilomètre des tours du World Trade Center. Lorsque surviennent les attentats, il grimpe avec des amis sur le toit de son immeuble et est témoin de l'effondrement des tours. Profondément choqués, ils restent assis toute la journée sur le toit, tandis que les enregistrements des Disintegration Loops passent en fond sonore.
À la fin de la journée, Basinski filme la dernière heure du jour en se concentrant sur la fumée provenant du site des tours, puis place la première piste comme bande-son. Des images de cette vidéo sont utilisées pour les pochettes des quatre albums qui résultent de ces enregistrements : The Disintegration Loops (édité en 2002), The Disintegration Loops II (2003), The Disintegration Loops III (2003) et The Disintegration Loops IV (2003). Il dédie ces albums aux victimes des attentats.
L'après-midi du 11 septembre 2011, une adaptation pour orchestre de d|p 1.1 (première piste du premier album de la série) est jouée au Metropolitan Museum of Art de New York pour commémorer le 10e anniversaire des attaques,.

### Réédition
Le 4 septembre 2012, le label new-yorkais Temporary Residence réédite l'intégralité de la série, pour célébrer les 10 ans du projet ainsi que son entrée à venir au mémorial du 11-Septembre,.
Nommée The Disintegration Loops, cette collection remasterisée est éditée à 2 000 exemplaires. Elle contient 9 LP, 5 CD, un DVD de 63 minutes et un livret de 144 pages contenant des photos et des notes de Basinski, Antony, David Tibet, Ronen Givony  et Michael Shulan.
En plus des quatre volumes de la série, cette réédition comprend également deux performances orchestrales inédites : l'une enregistrée au Metropolitan Museum of Art le 11 septembre 2011, l'autre lors de la 54e Biennale de Venise le 18 octobre 2008. Ces deux pistes sont incluses sur le 5e CD, intitulé The Disintegration Loops V.

## Réception
Le webzine musical Pitchfork place The Disintegration Loops I-IV au no 30 de leur liste des 50 meilleurs albums de 2004 et en 196e position sur leur liste des 200 meilleurs albums des années 2000.
La série est également nommée 86e meilleur album de la décennie par Resident Advisor et le 10e par Tiny Mix Tapes.

## Pistes
| No | Titre    | Durée |
| -- | -------- | ----- |
| 1. | d\|p 1.1 | 63:33 |
| 2. | d\|p 2.1 | 10:55 |